# Lyndon Brook
Lyndon Brook (* 10. April 1926 in York, England; † 9. Januar 2004 in London) war ein britischer Schauspieler.

## Leben
Lyndon Brook war der Sohn der beiden Schauspieler Clive Brook und Mildred Evelyn. Während sein Vater noch in Hollywood weilte, wuchs er mit seiner älteren Schwester, der späteren Schauspielerin Faith Brook, in England auf. Er selbst besuchte die Privatschule Stowe und machte seine ersten Schauspielerfahrungen an der University of Cambridge. Nachdem er 1949 eine kleine Filmrolle in Trottie tanzt ins Glück gespielt hatte, erhielt er 1951 von Laurence Olivier das Angebot, in dessen Theatergesellschaft im St James's Theatre mitspielen zu dürfen. Während dieser Zeit lernte er seine zukünftige Frau, die Schauspielerin Elizabeth Kentish, kennen, mit der er bis zu seinem Tod verheiratet blieb. Ab Mitte der 1950er Jahre war er in Filmen wie Flammen über Fernost, Allen Gewalten zum Trotz und Der spanische Gärtner zu sehen.
Parallel zur Schauspielerei schrieb Brook auch. So war er einer der Drehbuchautoren für das 1971 ausgestrahlte Fernsehdrama Gemengd dubbel. Außerdem schrieb und inszenierte er mehrere Theateraufführungen.
Am 9. Januar 2004 verstarb Brook im Alter von 77 Jahren. Er hinterließ seine Frau und zwei gemeinsame Töchter.

## Filmografie (Auswahl)
- 1949: Trottie tanzt ins Glück (Trottie True)
- 1954: Flammen über Fernost (The Purple Plain)
- 1955: X-Boote greifen an (Above Us the Waves)
- 1956: Allen Gewalten zum Trotz (Reach for the Sky)
- 1956: Der spanische Gärtner (The Spanish Gardener)
- 1958: Kleine Übeltäter (Innocent Sinners)
- 1959: Ein Whisky zuviel (Violent Moment)
- 1960: Ein Geschenk für den Boß (Surprise Package)
- 1960: Nur wenige sind auserwählt (Song Without End)
- 1961: Clue of the Silver Key
- 1962: Der längste Tag (The Longest Day)
- 1966: Geheimauftrag für John Drake (Danger Man; Fernsehserie, 1 Folge)
- 1967, 1968: Mit Schirm, Charme und Melone (The Avengers; Fernsehserie, 2 Folgen)
- 1973: Botschaft für Lady Franklin (The Hireling)
- 1973: Der Mann aus Metall (Who?)
- 1976: Ich, Claudius, Kaiser und Gott (I, Claudius)
- 1976: Mit Schirm, Charme und Melone (The New Avengers; Fernsehserie, 1 Folge)
- 1978: Die Profis (The Professionals; Fernsehserie, 1 Folge)
- 1985: Eine demanzipierte Frau (Plenty)
- 1986: Button – Im Sumpf der Atommafia (Defence of the Realm)
- 1987: Wettlauf zum Ruhm (Life Story)